# Três Nações 2004
O Três Nações 2004 foi a IX edição do Torneio, a competição esportiva internacional anual de rugby entre a Austrália (Wallabies), Nova Zelândia (All Blacks) e a África do Sul (Springboks).
O torneio foi disputado entre os dias 17 de Julho e 21 de Agosto.
Os times se enfrantaram em jogos de ida e volta, vencedora foi a seleção Sul-Africana os Springboks (2º título).
A Seleção Neozelandesa segurou a Copa Bledisloe (contra a Austrália).

## Jogos
| 17 de Julho de 2004 |        |           |                             |
| Nova Zelândia       | 16 - 7 | Austrália | Westpac Stadium, Wellington |
|                     |        |           | Westpac Stadium, Wellington |

| 24 de Julho de 2004 |         |               |                            |
| Nova Zelândia       | 23 - 21 | África do Sul | Jade Stadium, Christchurch |
|                     |         |               | Jade Stadium, Christchurch |

| 31 de Julho de 2004 |         |               |                     |
| Austrália           | 30 - 26 | África do Sul | Subiaco Oval, Perth |
|                     |         |               | Subiaco Oval, Perth |

| 7 de Agosto de 2004 |         |               |                         |
| Austrália           | 23 - 18 | Nova Zelândia | Telstra Stadium, Sydney |
|                     |         |               | Telstra Stadium, Sydney |

| 14 de Agosto de 2004 |         |               |                                 |
| África do Sul        | 40 - 26 | Nova Zelândia | Ellis Park Stadium, Joanesburgo |
|                      |         |               | Ellis Park Stadium, Joanesburgo |

| 21 de Agosto de 2004 |         |           |                            |
| África do Sul        | 23 - 19 | Austrália | Kings Park Stadium, Durban |
|                      |         |           | Kings Park Stadium, Durban |

## Classificação
| Seleção       | Vitórias | Empates | Derrotas | Pontos a favor | Pontos contra | Pontos +/- | Bonus | Pontos |
| ------------- | -------- | ------- | -------- | -------------- | ------------- | ---------- | ----- | ------ |
| África do Sul | 2        | 0       | 2        | 110            | 98            | +12        | 3     | 11     |
| Austrália     | 2        | 0       | 2        | 79             | 83            | -4         | 2     | 10     |
| Nova Zelândia | 2        | 0       | 2        | 83             | 91            | -8         | 1     | 9      |

Pontuação: Vitória=4, Empate=2, Derrota=0, Bônus para equipe que fizer 4 ou mais tries = + 1, Bônus para equipe que perder por 7 pontos ou menos = + 1.

## Campeã
| Três Nações 2004                              |
| --------------------------------------------- |
| África do Sul (Springboks) Campeã (2º título) |